# Heavener
Heavener é uma cidade localizada no estado norte-americano de Oklahoma, no Condado de Le Flore.

## Demografia
Segundo o censo norte-americano de 2000, a sua população era de 3.201 habitantes.
Em 2006, foi estimada uma população de 3.265, um aumento de 64 (2,0%).

## Geografia
De acordo com o United States Census Bureau tem uma área de
12,8 km², dos quais 12,7 km² cobertos por terra e 0,1 km² cobertos por água. Heavener localiza-se a aproximadamente 163 m acima do nível do mar.

## Localidades na vizinhança
O diagrama seguinte representa as localidades num raio de 28 km ao redor de Heavener.